# Colette Besson
Colette Henriette Besson od 1977 Colette Noguès (ur. 7 kwietnia 1946 w Royan, zm. 9 sierpnia 2005 w La Rochelle) – francuska lekkoatletka, sprinterka, mistrzyni olimpijska z 1968.

## Kariera sportowa
Przed igrzyskami olimpijskimi w 1968 Besson nie była w ogóle znana na arenie międzynarodowej. Fakt, że zakwalifikowała się do finału biegu na 400 m już uznano za sporą niespodziankę. W biegu finałowym za niemal pewną faworytkę uważano Brytyjkę Lillian Board, która prowadziła z dużą przewagą przez pierwsze 300 metrów. Na ostatniej prostej zaatakowała Besson, przesuwając się z piątego na pierwsze miejsce, wygrywając z Board o jedną dziesiątą sekundy.
Następnego roku Besson zdobyła dwa srebrne medale podczas mistrzostw Europy. W biegu na 400 m minęła linię mety równo ze swoją rodaczką Nicole Duclos w rekordowym czasie 51,70 s. Fotofinisz wykazał jednak, że złoty medal należał się Duclos. Podobna sytuacja zaszła w sztafecie 4 × 400 metrów. Besson, która biegła na ostatniej zmianie francuskiej sztafety, wpadła na metę równo z Brytyjką Board. I tym razem analiza fotofiniszu wykazała, że Besson zajęła drugie miejsce. 
W 1971 wywalczyła trzy medale igrzysk śródziemnomorskich: złoty w biegu na 400 m, srebrny w sztafecie 4 × 100 metrów i brązowy w biegu na 800 m.
W 1972 po raz drugi wystąpiła na igrzyskach olimpijskich w Monachium, ale w biegu, w którym miała bronić tytułu mistrzowskiego, odpadła już w biegach eliminacyjnych. Jedynie w biegu sztafetowym udało jej się wraz z koleżankami zająć 4. miejsce.
Była mistrzynią Francji w biegu na 400 m w 1968 i 1971 oraz w biegu na 800 m w 1970, a także halową mistrzynią na 400 m w 1972 i na 800 m w 1973. 
Zmarła po dwuletniej walce z rakiem gardła. Na rozgrywanych w tym samym roku lekkoatletycznych mistrzostwach świata francuscy atleci wystąpili z czarnymi plakietkami na koszulkach, a męska sztafeta 4 x 100 metrów zadedykowała jej złoty medal.